# Stebnyk
Stebnyk (en ukrainien : Стебник) ou Stebnik (en russe : Стебник ; en polonais : Stebnik) est une ville de l'oblast de Lviv, en Ukraine. Sa population s'élevait à 19 015 habitants en 2025.

## Géographie
Stebnyk est située à 67 km — 99 km par la route — au sud-ouest de Lviv et à 4 km au sud-est de Drohobytch.

## Histoire
Stebnyk est mentionné pour la première fois en 1440 sous le nom d'Izdebnyk à l'occasion de l'attribution de privilèges urbains (droit de Magdebourg). Mais, selon le Dictionnaire encyclopédique soviétique d'Ukraine (en ukrainien : Український радянський енциклопедичний словник), Stebnyk serait connue depuis 1521.

## Population
Recensements (*) ou estimations de la population :
| 1887  | 1908  | 1926  | 1931  | 1939* |
| ----- | ----- | ----- | ----- | ----- |
| 1 217 | 3 066 | 4 369 | 3 300 | 2 300 |

| 1959* | 1970*  | 1979*  | 1989*  | 2001*  |
| ----- | ------ | ------ | ------ | ------ |
| 4 174 | 15 513 | 19 415 | 20 200 | 20 863 |

| 2009   | 2010   | 2011   | 2012   | 2013   |
| ------ | ------ | ------ | ------ | ------ |
| 21 121 | 21 133 | 21 113 | 20 985 | 20 993 |

## Environnement
À Stebnyk se trouve un très important gisement de sels de potassium, d'une superficie d'environ 30 km2 et dont les réserves sont estimées à environ 1,1 milliard de tonnes. Un million de tonnes de kaïnite ont été extraites chaque année, laissant des dizaines de kilomètres de galeries souterraines représentant un volume de 30 millions de m3. Les tunnels se sont peu à peu remplis de remplis de gaz combustibles, résultat d'une ancienne extraction pétrolière dans la région. Le combinat « Polymineral », lorsqu'il en avait les moyens, pompait l'eau des galeries, mais dans les années 1990, il a cessé, si bien que des effondrements se produisent dans la région, qui est devenue une zone de catastrophe écologique. La ville de Stebnyk et plusieurs localités voisines sont menacées.